# Gardenia epiphytica
Gardenia epiphytica là một loài thực vật có hoa trong họ Thiến thảo. Loài này được Jongkind mô tả khoa học đầu tiên năm 2005.